# جوني فان بوكرينغ
جوني فان بوكرينغ (بالهولندية: Jhon van Beukering)‏ (29 سبتمبر 1983 في هولندا - ) هو لاعب كرة قدم هولندي في مركز الهجوم. شارك مع منتخب إندونيسيا لكرة القدم. أما مع النوادي، فقد لعب مع إن إي سي نيميخن وبي إي سي زفوله ودي غرافشاب وغو أهد إيغلز وفاينورد وفيتيسه آرنهم ونادي دوردريخت وFC Presikhaaf ‏ ومادورا يونايتد.

## وصلات خارجية
- جوني فان بوكرينغ على موقع ناشيونال فوتبول تيمز (الإنجليزية)
- جوني فان بوكرينغ على موقع Soccerway.com (الإنجليزية)